# Salmonella enterica
A espécie Salmonella enterica é subdividida em seis subespécies: enterica, salamae, arizonae, diarizonae, hutnae e indica. A espécie Salmonella enterica subespécie enterica, por sua vez, possui uma grande variedade de sorovares, que são designados após a subespécie ou após o gênero, escritos com letra maiúscula, tais como: Enteritidis, Typhimurium, Typhi, Agona, Infantis, Weltvreden, London, Javiana, Virginia e outros. Existem mais de 2500 sorovares de Salmonella descritos.